# Grosny (Adygeja, Maikopski, Pobedenskoje)
Grosny (russisch Грозный) ist ein Dorf (chutor) in Südrussland. Es gehört zur Republik Adygeja und hat 704 Einwohner (Stand 2019).